# Camarana minor
Camarana minor is een hooiwagen uit de familie Gonyleptidae. De wetenschappelijke naam van Camarana minor gaat terug op Mello-Leitão.